# Ministère du Commerce (Indonésie)
Pour les articles homonymes, voir Ministère du Commerce.
Le Ministère du Commerce de l'Indonésie (en indonésien : Kementerian Perdagangan) est le ministère du cabinet indonésien chargé de la formulation des politiques liées au développement du commerce dans le pays. Le ministre du Commerce est, depuis 2019, Agus Suparmanto.